# Říše Wej
Říše Wej neboli Cchao Wej byl státní útvar, jenž se nacházel na čínské centrální rovině a jeho hlavní městem byl Luo-jang. Říše existovala v období tří říší v letech 220–265 a vznikla jako nástupnický stát říše Chan. Stát Wej de facto založil ministr Cchao Cchao, ale posledního císaře z celočínské dynastie Východní Chan formálně sesadil z trůnu jeho syn Cchao Pchi roku 220. Ten si také vzal za manželky dvě dcery posledního císaře. a prohlásil se zakladatelem nové císařské dynastie Wej. Následkem toho další lokální vůdci, Liu Pei a Sun Čchűan, s nimiž zápolil už Chaův otec, vyhlásili vlastní nezávislé státy, Šu-chan a Východní Wu, jež se Cchao Pchiovi nepodařilo nikdy dobýt. Dynastie Wej však neměla dlouhého trvání, od moci byla odstavena roku 265 dynastií Ťin, jež ostatní čínské státy dobyla a Čínu roku 280 znovu sjednotila. K Cchaovým nejvýznamnějším politickým reformám patřilo zavedení systému devíti hodností a nestranně spravedlivého, který k jeho trůnu dokázal dostat mnoho schopných mužů. Na druhou stranu byla jeho vláda pokládána za krutou a došlo též ke značnému úbytku obyvatel.